# Purworejo (regentschap)

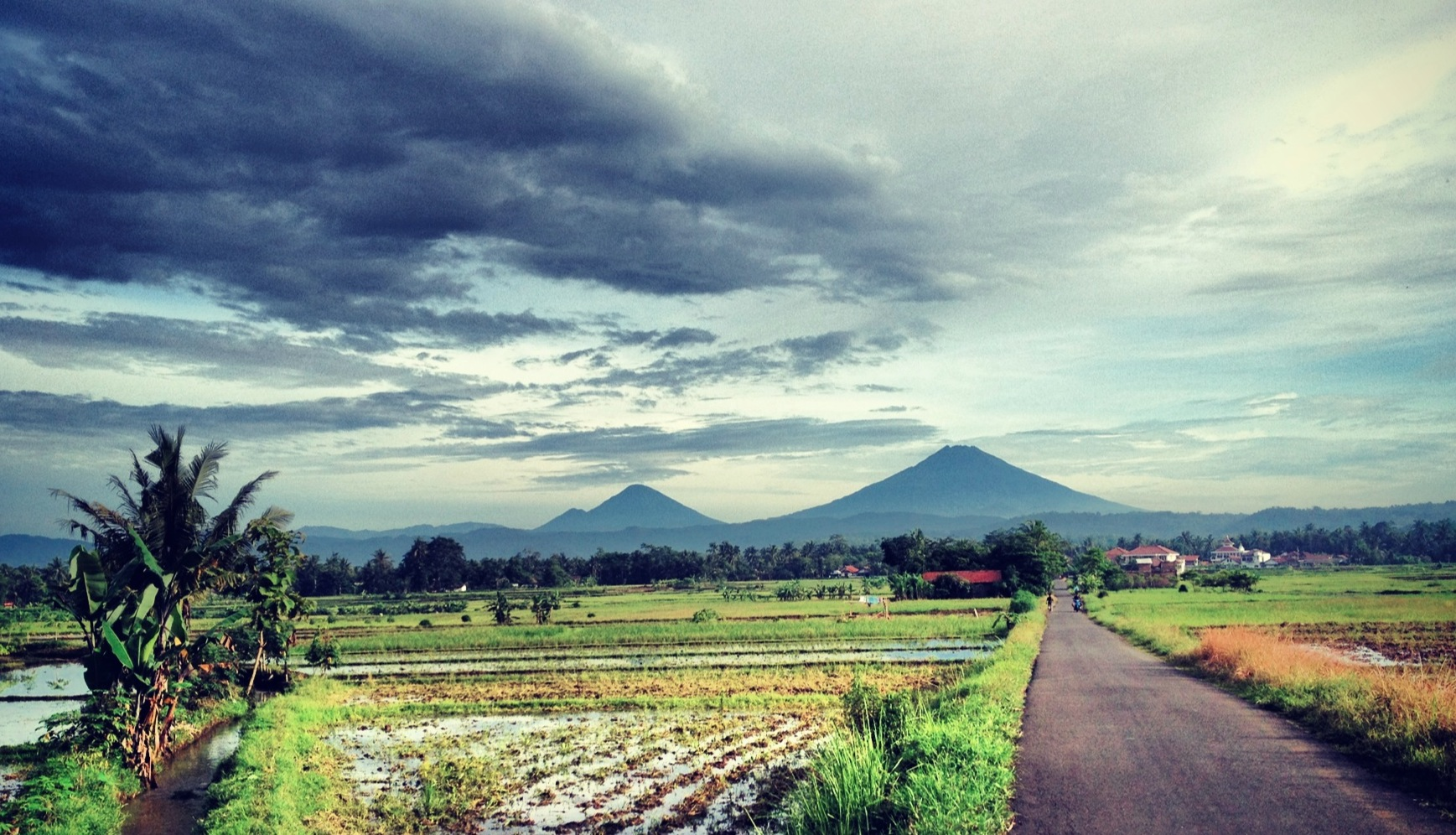
Landschap van Purworejo

Purworejo (Indonesisch: Kabupaten Purworejo, oude spelling: Poerworedjo) is een regentschap in het zuiden van de Indonesische provincie Centraal Java. De hoofdstad heet ook Purworejo en ligt ongeveer 60 kilometer ten westen van Jogjakarta.
De Nederlandse schrijver Eduard Douwes Dekker werkte hier als ambtenaar van de koloniale macht. 
Stadsgemeenten: Magelang · Surakarta · Salatiga · Semarang · Pekalongan · Tegal

Regentschappen: Banjarnegara · Banyumas · Batang · Blora · Boyolali · Brebes · Cilacap · Demak · Grobogan · Japara · Karanganyar · Kebumen · Kendal · Klaten · Kudus · Magelang · Pati · Pekalongan · Pemalang · Purbalingga · Purworejo · Rembang · Semarang · Sragen · Sukoharjo · Tegal · Temanggung · Wonogiri · Wonosobo